# Alena Hynková
Alena Hynková (Alena Hynková-Krämerová, roz. Šimíčková) (25. května 1947 Praha – 8. dubna 2014) byla česká scenáristka, dramaturgyně a režisérka známá především spoluprací se společností Febio. Zemřela v roce 2014 ve věku šestašedesáti let.

## Tvorba
Vystudovala scénografii na střední uměleckoprůmyslové škole v Praze, později absolvovala katedru dokumentární tvorby na FAMU (1979). Na základě mnohých životních zkušeností a zaměstnání napsala desítky scénářů vzdělávacích pořadů pro tehdejší Československou televizi (ČST). V letech 1990–1991 pracovala jako redaktorka České televize. Hynková byla spolužačkou Fera Feniče z FAMU, proto začala po krátké fázi práce pro Českou televizi spolupracovat s produkční společností Febio. Zde v roli šéfdramaturgyně profilovala cykly OKO – pohled na současnost a GEN, na kterých se i autorsky a režijně podílela (stejně jako na dalších). V letech 1991–2001 vedla na FAMU dramaturgickou dílnu.

## Soukromý život
Z prvního manželství (1969–71) s architektem Markem Houskou (nar. 1947) pochází sólista opery Lukáš Hynek Krämer (nar. 1969), z druhého manželství (1971–78) s kameramanem Kristianem Hynkem (nar. 1944) má dceru Terezu Svěrákovou (nar. 1974). Se třetím manželem Janem Šafrem (nar. 1962) měla dceru Kateřinu Šafrovou (nar. 1984), která vyučuje (pod pseudonymem Shereen) provozuje orientální tanec.

## Dílo

### Krátké a středometrážní dokumenty:
Scénář či podíl na něm, není-li uvedeno jinak:
- Tam na Pasečné (TV, Československo 1975; r. Václav Sklenář)

- Vyprávění žáků darebáků (TV, Československo 1978; r. Viktor Polesný)
- Odpovědnost vědce (TV, Československo 1978; r. Viktor Polesný)
- Evžen Rošický (TV, Československo 1980; r. Daniela Stratilová)
- Ivan Olbracht (TV, Československo 1982; r. Jiří Věrčák)
- Poslední dopisy (TV, Československo 1983; r. Josef Platz)
- Totálně nasazení (TV, Československo 1984; r. Josef Platz)
- Psohlavci Aloise Jiráska (TV, Československo 1984; r. Eva Hallerová)
- Krajem Boženy Němcové (TV, Československo 1984; r. Tomáš Kulík)
- Antonín Dvořák (TV, Československo 1984; r. Tomáš Kulík)
- Julius Fučík (TV, Československo 1984; r. Václav Sklenář)
- Setkání s Leošem Janáčkem (TV, Československo 1985; r. Renata Mázelová)
- Josef Kajetán Tyl (TV, Československo 1985; r. Luděk Šipla)
- Máma Marie Jarošová (TV, Československo 1985; r. Jana Michajlová)
- Sport rodu ženského (TV, Československo 1987; r. Mojmír Hošt)
- Právem silnějšího (TV, Československo 1987; r. Pavlína Moskalyková)
- portréty Petrarca (Československo, r. Jaroslav Bouma)
- Cyklus Praha a osobnosti (TV, Československo 1989)
  - Le Corbusier (r. Václav Bendl)
  - Guillaume de Machaut (r. Jaroslav Bouma)
- Jak nás viděl svět – Sametová revoluce 1989 pohledem zahraničních televizních štábů (TV, Česko 1990, 53 min; spolurežie s Vladimírem Kunzem)
- Klement G. – pokus o portrét (TV, Česko 1991, 41 min; r. Vít Hájek) – Životopisný dokument o prezidentu Klementu Gottwaldovi.
- Projev projevů (TV, Česko 1991; scénář i režie)
- Kdyby (TV, Česko 1991; scénář a režie)
- Heidelberg, město vědy (TV, Česko 1992; r. Jitka Pistoriusová)
- Planeta Země – náš domov (Česko 2000; námět, scénář a režie)
- Po sedmi letech (TV, Česko 2001; r. Jiří Datel Novotný)
- Alfons Mucha v Obecním domě (Česko 2002; scénář a režie)
- Jeden den u nás (Česko 2002; námět, scénář a režie)
- Pět začátků Jiřího Suchého (Česko 2002, 27 min; spolurežie Václavem Touškem) – Vzpomínání na místa a okolnosti pražských začátků Jiřího Suchého s ukázkami z let předchozích.[5]
- Poslové zpráv z nebe (TV, Česko 2002; režie)
- Inteligence na pochodu (TV, Česko 2002; spolurežie s Martinem Dostálem)
- Několik vět (Česko 2003; režie)
- Irák a my (TV, Česko 2003; scénář a režie)
- Michal Kubal (TV, Česko 2003; scénář a režie)
- Čeká nás doba ledová? (Česko 2005; režie)
- Energie kolem nás (Česko 2005; režie)
- Energie známá i neznámá (Česko 2005; režie)
- Samá voda (TV, Česko 2007, 57 min; režie) – Dokument o vodních cestách, které neplní jen funkci dopravního toku.[6]
- Poprvé… (TV Česko 2007, 57 min; režie) – Střihový dokument ke dni audiovizuálního dědictví.[7]
- Minutovník Livie Klausové (TV Česko 2008; námět, scénář a režie) – Dokumentaristka Alena Hynková natočila životopisný snímek o své bývalé spolužačce, Livii Klausové.[8]
- Evropa – sňatek z rozumu (TV Česko 2008; spolupráce na scénáři a režie)
- Kolářovic Josefka (TV Česko 2009; režie)
- Divadlo svět (TV, Česko 2009; režie) – Divadlo jako inspirativní i konspirativní místo společenských změn před dvaceti a více lety.[9]
- Měšťan na vsi (TV, Česko 2010, 40 min; spolupráce na scénáři a režie) – Dokument o lidech z měst přestěhovaných na vesnice.[10]
- Zasvěcení (Česko 2010; spolupráce) – Dokumentární seriál mapující historii a současný život církevních řádů.[11]
- Naši Němci a jejich Češi (TV, Česko 2011, 26 min; námět, scénář a režie)[12] – Pátrání současných Čechů po stopách původních německých obyvatel Oder u Opavy či Nežichova u Toužimi.
- Na kávě u Kamily (TV, Česko 2011, 50 min; scénář a režie) – Vánoční setkání hlasatelky Kamily Moučkové s přáteli.[13]
- Návraty Pavla Pecháčka (TV, Česko 2013, 53 min; spolurežie s Ivanem Stehlíkem) – Portrét novináře a ředitele Hlasu Ameriky a rádia Svobodná Evropa.[14]

### Celovečerní dokumentární filmy:
- Letopočty na osm (TV, Česko 2008, 119 min; spolupráce na scénáři a režie) – Dokument sledující se šlechtici a s historiky významné mezníky českých dějin.[15]